# Молекула

Схематичне зображення молекули води

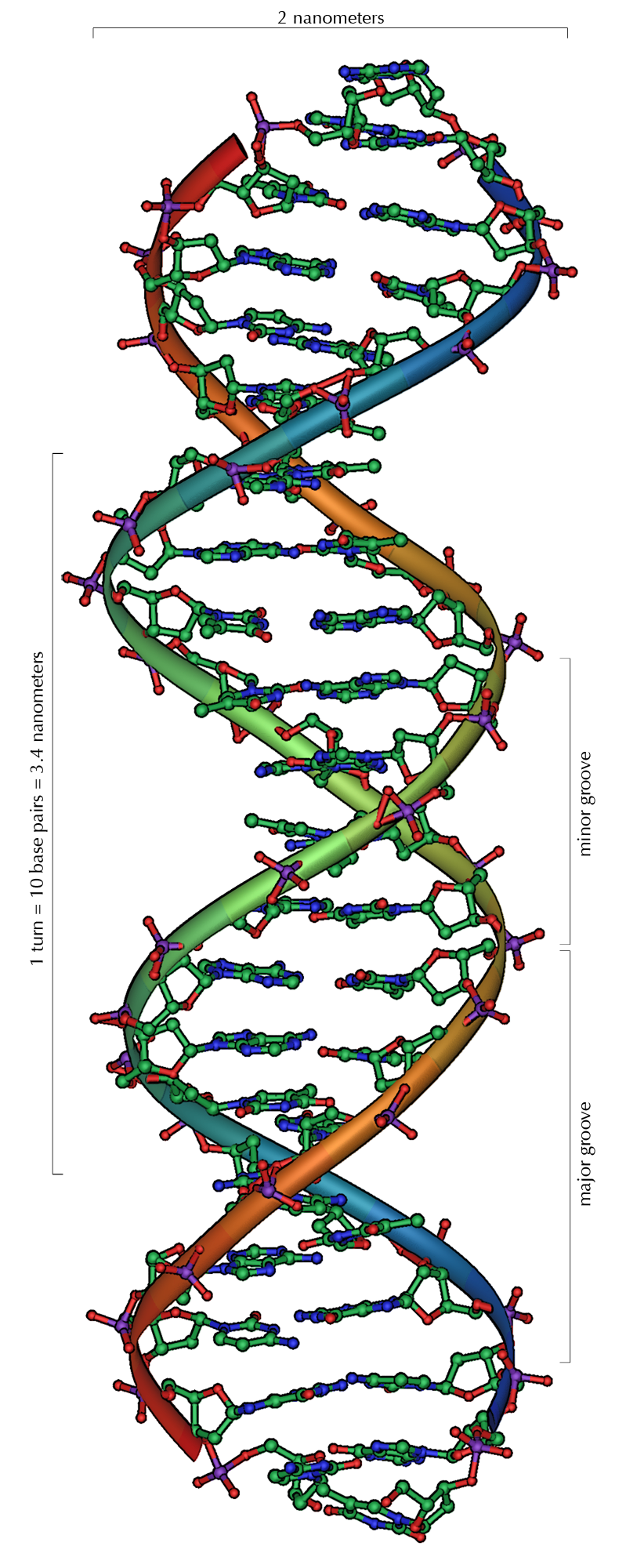
Структура частини подвійної спіралі ДНК

Моле́кула (новолат. molecula, зменшувально від лат. moles — маса) — найменша частинка простої речовини або сполуки, яка може існувати окремо, зберігаючи її хімічні властивості. Молекули бувають гомонуклеарні, тобто такі, що складаються з атомів одного виду, наприклад, кисень (O2); або гетеронуклеарні, тобто такі, що складаються з різних атомів, наприклад, вода (H2O).
Молекули є типовою складовою біологічних об'єктів, рідин і газів і молекулярних кристалів, проте багато твердих речовин не мають молекулярної структури, хоча і мають міжатомні зв'язки. У металах, солях, та мінералах, структурними елементами кристалічної ґратки яких є атоми або іони, виділити окремі молекули неможливо, бо вся речовина, фактично, є однією великою молекулою. Те ж саме можна сказати про пласкі кристали, на кшталт графену.
Такі об'єкти називаються макротілами.
При великих температурах молекули розпадаються на атоми — цей процес називається термолізом. Найміцніші молекули, такі як вода, азот або чадний газ, можуть витримувати температури в кілька тисяч кельвінів, тому можуть існувати навіть на поверхні Сонця.

## Будова та склад молекули
Молекула складається з атомів, а якщо детальніше, то з атомних ядер, оточених певним числом внутрішніх електронів, та зовнішніх валентних електронів, які утворюють хімічні зв'язки. Внутрішні електрони атомів, зазвичай, не беруть участі в утворенні хімічних зв'язків. Склад та будова молекул речовини не залежать від способу її отримання. У випадку одноатомних молекул (наприклад, інертних газів) поняття молекули й атома збігаються.
Атоми об'єднуються в молекули в більшості випадків за допомогою хімічних зв'язків. Як правило, такий зв'язок утворюється однією, двома або трьома парами електронів, які перебувають у спільному володінні двох атомів, утворюючи спільну електронну хмару, форма якої описується типом гібридизації. Молекула може мати позитивно та негативно заряджені атоми (йони).
Склад молекули передається хімічними формулами. Емпірична формула встановлюється лише на основі атомного співвідношення елементів у речовині. Молекулярна формула вказує кількість атомів кожного елемента, що входять до складу молекули; для її визначення слід, на додачу до емпіричної формули, знати молекулярну масу.
Просторовою будовою молекули називають рівноважне розташування ядер атомів, що її утворюють. Енергія взаємодії атомів залежить від відстані між ядрами. На дуже великих відстанях ця енергія дорівнює нулю. Якщо при зближенні атомів утворюється хімічний зв'язок, то атоми сильно притягаються один до одного (слабке притягання спостерігається і без утворення хімічного зв'язку); при подальшому зближенні починають діяти електростатичні сили відштовхування атомних ядер. Перепоною до сильного зближення атомів є також неможливість суміщення їхніх внутрішніх електронних оболонок.
Рівноважні відстані у двоатомних і багатоатомних молекулах та розташування атомних ядер визначаються методами спектроскопії, рентгенівського структурного аналізу, електронографії та нейтронографії, які дозволяють отримати інформацію про розподіл електронів (електронну густину) в молекулі. Рентгеноструктурне дослідження молекулярних монокристалів дає можливість встановити геометричну будову дуже складних молекул, навіть молекул білків.
Кожному атому в певному валентному стані в молекулі можна приписати певний атомний або ковалентний радіус (у випадку іонного зв'язку — іонний радіус), який характеризує розміри електронної оболонки атому (йону), що утворює хімічний зв'язок в молекулі.
Розмір молекули, тобто розмір її електронної оболонки, є величиною до певної міри умовною. Існує ймовірність (хоча й дуже мала) знайти електрони молекули і на більшій відстані від її атомного ядра. Практичні розміри молекули визначаються рівноважною відстанню, на яку вони можуть бути зближені за щільного упакування молекули в молекулярному кристалі та в рідині. На великих відстанях молекули притягаються одна до одної, на менших — відштовхуються. Розміри молекули можна знайти за допомогою рентгеноструктурного аналізу молекулярних кристалів. Порядок величини цих розмірів може бути визначений з коефіцієнтів дифузії, теплопровідності та в'язкості
газів та з густини речовини в конденсованому стані. Відстань, на яку можуть зблизитись валентно не пов'язані атоми однієї й тієї ж чи різних молекул, може бути охарактеризована середніми значеннями так званих ван дер Ваальсових радіусів (Ǻ).
Ван дер Ваальсові радіуси суттєво перевищують ковалентні. Знаючи величини ван дер Ваальсових, ковалентних та йонних радіусів, можна побудувати наочні моделі молекул, які б відображали форму й розміри їхніх електронних оболонок.
Ковалентні хімічні зв'язки в молекулі розташовані під певними кутами, які залежать від стану гібридизації атомних орбіталей. Так, для молекул насичених органічних сполук характерно тетраедричне (чотиригранне) розташування зв'язків, що утворюються атомом вуглецю; для молекул з подвійним зв'язком (С=С) — пласке розташування атомів вуглецю; для молекул сполук з потрійним зв'язком (С≡С) — лінійне розташування зв'язків.
Таким чином, багатоатомна молекула має певну конфігурацію у просторі, тобто певну геометрію розташування зв'язків, яка не може бути суттєво змінена без їх розриву. Але молекули, які містять одиничні зв'язки або сігма-зв'язки, можуть існувати в різних конформаціях, що виникають при поворотах атомних груп навколо цих зв'язків. Важливі особливості макромолекул синтетичних і біологічних полімерів визначаються саме їхніми конформаційними властивостями.
Молекули певної будови можуть існувати в двох конфігураціях, які являють собою дзеркальні відображення одна одної (дзеркальні антиподи, або стереоізомери. Такі молекули називають хіральними. Переважна більшість найважливіших біологічних функціональних речовин є хіральними та зустрічаються в живій природі в формі одного певного стереоізомеру.
Асиметрична молекула — молекула, яка не має елементів симетрії. Всі асиметричні молекули хіральні, тобто всі сполуки, які складаються з них, оптично активні, але не всі хіральні молекули асиметричні, оскільки деякі з них можуть мати вісь обертання.
Ахіральна молекула —  молекула, яка має принаймні одну дзеркально-обертальну вісь симетрії Sn. Це молекула, конфігурації чи конформації якої властива ідентичність з її дзеркальним відбитком. Ідентичність може досягатись суміщенням між собою шляхом виконання тієї чи іншої кількості переміщень і/або обертань.

## Взаємодія атомів у молекулі
Природа хімічних зв'язків в молекулі залишалася загадкою аж до створення квантової механіки — класична фізика не могла пояснити насичуваність і направленість валентних зв'язків. Основи теорії хімічного зв'язку були створені в 1927 році Гайтлером та Лондоном на прикладі найпростішої молекули Н2. Пізніше теорія і методи розрахунків були значно вдосконалені.
Хімічні зв'язки в молекулах переважної більшості органічних сполук є ковалентними, тобто таким, де атоми ділять спільні електронні пари між собою. В неорганічних сполуках розповсюджені іонні та донорно-акцепторні зв'язки, в яких один з атомів перетягує електрон на себе.
Енергія утворення молекули з атомів в багатьох рядах подібних сполук наближено адитивна. Тобто можна вважати, що енергія молекули — це сума енергій її зв'язків, що мають постійні значення в таких рядах.
Така адитивність енергій спостерігається далеко не завжди. Найяскравішим прикладом порушення адитивності є пласкі молекули органічних сполук з так званими спряженими зв'язками, тобто з кратними зв'язками, які чергуються з одиничними. В таких випадках валентні електрони, які визначають кратність зв'язків, так звані π-електрони, стають спільними для всієї системи спряжених зв'язків, делокалізованими. Така делокалізація електронів призводить до стабілізації молекули. Вирівнювання електронної густини внаслідок колективізації π-електронів у зв'язках виражається у видовженні подвійних зв'язків та вкороченні одинарних. В правильному шестикутнику міжвуглецевих зв'язків бензолу всі зв'язки однакові і мають довжину, середню між довжиною одинарного і подвійного зв'язку. Спряження зв'язків яскраво проявляється в молекулярних спектрах.
Сучасна квантово-механічна теорія хімічних зв'язків враховує часткову делокалізацію не тільки π-, але й σ-електронів, яка спостерігається в будь-яких молекулах.
У переважній більшості випадків сумарний спін валентних електронів в молекулі дорівнює нулю, тобто спіни електронів попарно насичені. Молекули, які містять неспарені електрони — вільні радикали (наприклад, атомний водень Н·, метил ·CH3), — зазвичай нестійкі, оскільки при їх сполученні один з одним відбувається значне зниження енергії внаслідок утворення нової спільної електронної пари, тобто нового ковалентного зв'язку.

## Міжмолекулярна взаємодія
Міжмолекулярна взаємодія — взаємодія між електрично нейтральними молекулами у просторі. У залежності від полярності молекул характер міжмолекулярної взаємодії різний. Розрізняють орієнтаційний, індукційний та дисперсійний типи міжмолекулярної взаємодії. Природа останнього залишалася неясною до створення квантової механіки.
Орієнтаційний тип міжмолекулярної взаємодії виникає між двома полярними молекулами, тобто, такими, які мають власний дипольний момент. Взаємодія дипольних моментів і визначає результуючу силу — притягання або відштовхування. Якщо дипольні моменти молекул розміщуються на одній лінії, взаємодія молекул буде найінтенсивніша.
Індукційний тип міжмолекулярної взаємодії виникає між однією полярною та однією неполярною молекулами. При взаємодії цього типу полярна молекула поляризує неполярну: позитивний заряд неполярної молекули зміщується по напряму електричного поля, створеного полярною молекулою, а негативний — проти. Таке зміщення веде до того, що центри ваги позитивного та негативного заряду поляризованої молекули більше не збігатимуться, отже, вона отримує наведений (тимчасовий) дипольний момент, який зникне при віддаленні від полярної молекули.
Дисперсійний тип міжмолекулярної взаємодії виникає між двома неполярними молекулами і має флуктуаційну природу. Хоча постійний дипольний момент неполярних молекул дорівнює нулю, у певну мить часу є ймовірність такого розподілу електронів по всьому об'єму молекули, що центри ваги позитивного та негативного заряду не збігатимуться. Внаслідок цього виникає миттєвий дипольний момент. Миттєвий диполь або поляризує сусідні неполярні молекули, або взаємодіє з миттєвим диполем іншої нейтральної молекули.

## Електричні і оптичні властивості молекул
Поведінка речовини в електричному полі визначається основними електричними характеристиками молекул — постійним дипольним моментом та поляризовністю.
Дипольний момент означає незбігання центрів ваги позитивних та негативних зарядів у молекулі (електричну асиметрію молекули). Тобто молекули, які мають центр симетрії, наприклад H2, позбавлені постійного дипольного моменту. В такому разі відіграє роль квадрупольний момент чи вищі мультипольні моменти.
Поляризовність — це здатність електронної оболонки будь-якої молекули деформуватися під дією електричного поля, внаслідок чого в молекулі утворюється наведений дипольний момент. Значення дипольного моменту і поляризовності знаходять експериментально за допомогою вимірювання діелектричної проникності та її температурної залежності.
Оптичні властивості речовини характеризують її поведінку в змінному електричному полі світлової хвилі і визначаються поляризовністю молекули цієї речовини. З поляризовністю безпосередньо пов'язані заломлення і розсіювання світла, оптична активність та інші явища, що вивчаються молекулярною оптикою.

## Магнітні властивості молекул
Молекули і макромолекули переважної більшості хімічних сполук є діамагнітними завдяки тому, що не мають неспарених електронів. Магнітна сприйнятливість молекул (χ) для окремих класів органічних сполук може бути в певному наближенні виражена як сума значень χ для окремих зв'язків.
Молекули, які мають постійний магнітний момент, є парамагнітними. До таких належать молекули з непарною кількістю електронів на зовнішній оболонці (наприклад, NO та будь-які вільні радикали), молекули, які містять атоми з незамкненими (незаповненими) внутрішніми оболонками (перехідні метали тощо). Один з яскравих прикладів дає молекула кисню. Магнітна сприйнятливість парамагнітних речовин залежить від температури, оскільки тепловий рух перешкоджає орієнтації магнітних моментів в магнітному полі.

## Спектри та будова молекул
Електричні, оптичні, магнітні та інші властивості молекул пов'язані з хвильовими функціями і енергіями різних станів молекул. Інформацію про стани молекул і ймовірності переходу між ними дають молекулярні спектри.
Тип спектру визначає ступені вільності молекули (як системи ядер та електронів), в межах яких відбувається перерозподіл енергії:
- Мікрохвильова спектроскопія збуджує обертання молекули як цілого і дозволяє визначити моменти інерції для молекул, що складаються з кількох атомів. Так отримують найточніші значення міжатомних відстаней в молекулі.
- Коливальна спектроскопія збуджує відносний рух атомів всередині молекули — їхні коливання. Частоти коливань в спектрах визначаються масами атомів, їх розташуванням та динамікою міжатомних взаємодій. Загальне число ліній і смуг в коливальному спектрі молекули залежить від її симетрії.
- Ультрафіолетова спектроскопія збуджує електронні переходи в молекулі. Спектри органічних молекул, які мають більшу кількість спряжених зв'язків, як і багатьох інших, характеризуються довгохвильовими смугами поглинання, що потрапляють в видиму область. Речовини, побудовані з таких молекул, характеризуються барвистістю; до таких речовин належать всі органічні барвники.

## Швидкість руху молекул
Рух молекул вивчає молекулярно-кінетична теорія. З переходом від газу до рідини та твердого тіла цей рух дедалі більше утруднюється. В найпростішій моделі — ідеальному газі — справедливі такі формули для швидкості молекул:
| середня квадратична | {\displaystyle {\sqrt {{3kT} \over m_{0}}}}     |
| найімовірніша       | {\displaystyle {\sqrt {{2kT} \over m_{0}}}}     |
| середня арифметична | {\displaystyle {\sqrt {{8kT} \over \pi m_{0}}}} |

Тут k — стала Больцмана, T — абсолютна температура, m0 — маса молекули.

## Розміри молекул
Розміри молекул коливаються дуже широко. Найменшою молекулою є двоатомний водень (H2), розміри якого близько 0.74 Å. На кілька порядків більші розміри (десятки ангстрем) мають прості органічні молекули, а великі макромолекули полімерної природи, такі як білки чи ДНК, можуть досягати розмірів мікрометрів. Такі великі молекули можна навіть розгледіти у світловий мікроскоп, що є неможливим для менших молекул через те, що їхні розміри менші за довжину хвиль видимого світла.

## Формули молекул
Існує кілька способів виразити молекулу у вигляді формули, що мають різну інформаційну цінність:

### Брутто-формула
Брутто-формула, або емпірична формула, показує лише долі атомів тієї чи іншої речовини в молекулі. Наприклад, дісульфур діоксид (S2O2) має брутто-формулу SO, так само як монооксид сірки (SO). Така формула є не дуже інформативною, проте встановити її дуже легко — достатньо розкласти речовину на складові, і порахувати кількість молів кожної з них. Брутто-формули використовують для полімерів, а також для йонних сполук.

### Хімічна формула
Хімічна формула схожа на брутто-формулу за формою, проте в ній вказується, скільки саме атомів тієї чи іншої речовини міститься в молекулі, наприклад {\displaystyle H_{2}CO_{3}} (карбонатна кислота) або N2O4 (Азотний тетраоксид). Деякі типові елементи молекул часто позначають особливим чином, наприклад, гідроксильну групу завжди ставлять в кінець формули, і, якщо їх кілька, то їх виділяють окремо, наприклад, CH3COOH (оцтова кислота) або Ba(OH)2 (гідроксид барію). Також у формулах дужками виділяються мономерні складові полімерів. 1991 року було запропоновано використовувати символ «@» у хімічних формулах, щоб позначати атоми, що замкнені всередині ендоедричних фулеренів.
Хімічні формули є вельми розповсюдженими через свою простоту і зручність, проте за ними іноді важко зрозуміти структуру молекули, крім того, вони не дозволяють відрізняти ізомери.

### Структурна формула

Цис-β-бутилен

Структурна формула є вже ближчою до схеми, ніж до тексту, і точно показує, між якими саме атомами в молекулі є зв'язки, і скільки їх. Існують різні способи позначати зв'язки(так, у формулі Льюїса вони позначаються крапками), крім того, в деяких формах різні типи зв'язків позначаються різними типами ліній. Іноді особливим чином позначаються зв'язки, що виходять з площини. Також, бензольне кільце часто має спеціальне позначення.

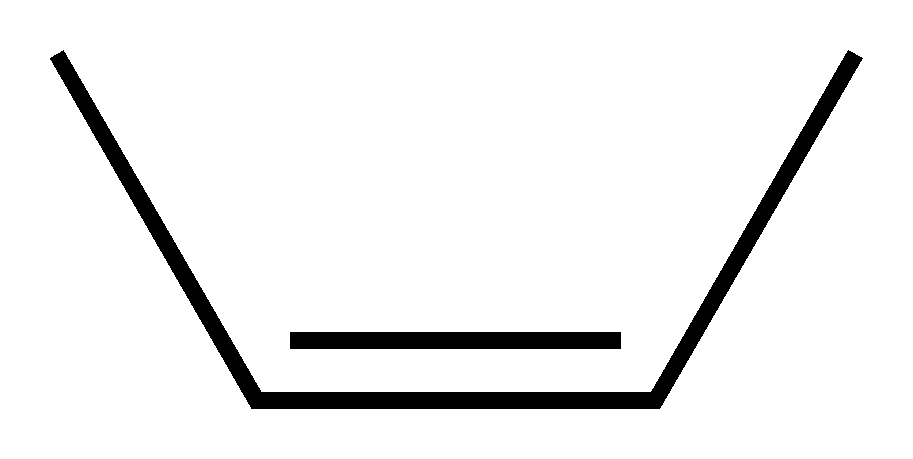
Скелетна формула цис-β-бутилену

Окремо можна виділити скелетну формулу, яку часто використовують в органічній хімії, в якій атому карбону не позначають літерою, а позначають лише зв'язки між ними, а зв'язки з атомами водню не позначають взагалі (приймається, що водень займає всі вільні валентні місця).

### 3D-моделі
Щоб показати просторову структуру молекули, іноді є сенс виразити її за допомогою тривимірної моделі. Якщо молекула є невеликою, то часто використовують кулестержневу модель, в якій молекули позначають кульками, а зв'язки між ними — стержнями. В реальності атоми в молекулі щільно прилягають один до одного, тому напівсферична модель, де кульки також розташовані впритул, краще відповідає реальній формі молекули. Кожен елемент в таких моделях позначається окремим кольором. Найуживанішою є колірна схема Корі — Полінга — Колтуна. Кілька найвживаніших елементів можна побачити в наступній таблиці.
|  | водень (H)  | білий    |
|  | вуглець (C) | чорний   |
|  | азот (N)    | синій    |
|  | кисень (O)  | червоний |

Для великих молекул білків, що складаються з тисяч атомів, така модель незручна, тому для них використовують спеціальні схеми, в яких елементи молекул, що часто зустрічаються, наприклад, альфа-спіралі або бета-листи мають спеціальні позначення. Такі моделі називають стрічковими діаграмами. Також, завдяки комп'ютерному моделюванню,  великі молекули можна зобразити і навіть надрукувати на 3d-принтері максимально наближено до реальності. Таке зображення дозволяє побачити, як виглядає контактна поверхня білка.

Тривимірні моделі молекул
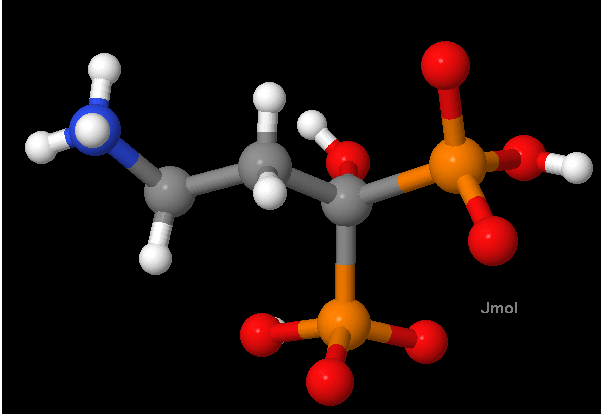
Кулестержнева модель молекули памідронової кислоти
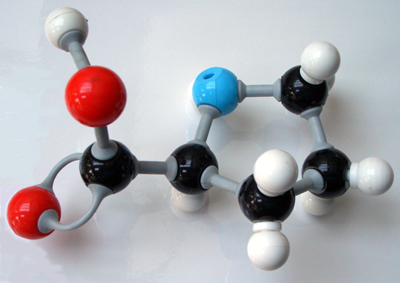
Кулестержнева модель молекули проліну, зроблена з пластику
Напівсферична модель Тетрагідроканабінолу
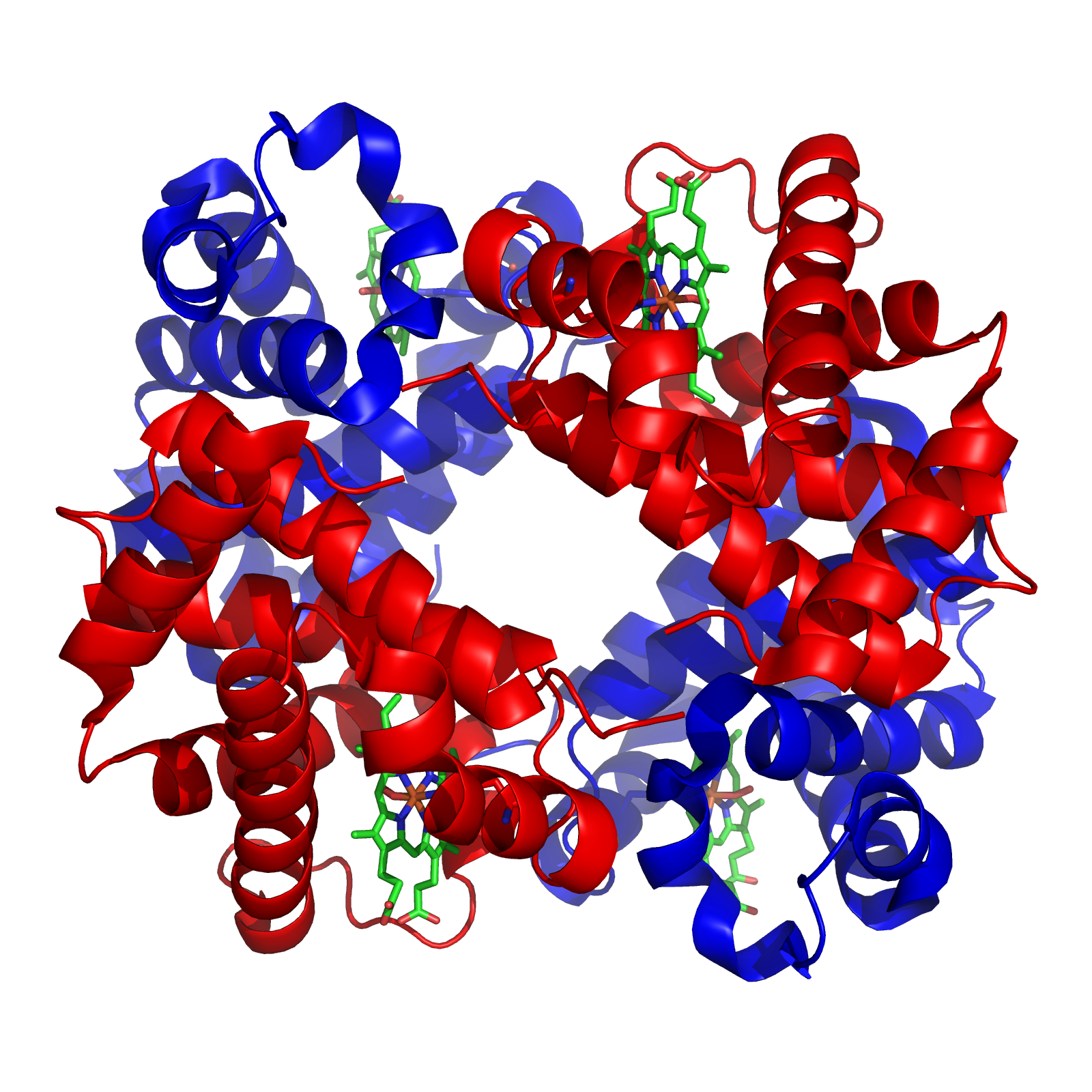
Стрічкова модель гемоглобіну
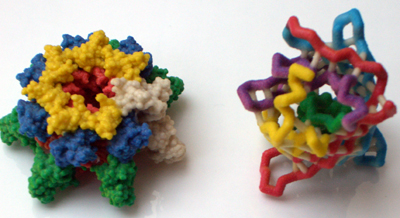
Пластикова модель молекули токсину сибірки (зліва) і зеленого флюоресцентного білка (зправа)

## Молекули в хімії, фізиці та біології
Поняття молекули є основним для хімії, і більшою частиною відомостей про будову і функціональність молекул наука зобов'язана хімічним дослідженням. Хімія визначає будову молекул на основі хімічних реакцій і, навпаки, на основі будови молекули передбачає, яким буде хід реакцій.
Будовою і властивостями молекули визначаються фізичні явища, які вивчаються молекулярною фізикою. В фізиці поняття молекули вживають для пояснення властивостей газів, рідин і твердих тіл. Рухомістю молекул визначається здатність речовини до дифузії, її в'язкість, теплопровідність тощо. Перший прямий експериментальний доказ існування молекул було отримано французьким фізиком Ж. Перреном в 1906 році під час вивчення броунівського руху. Сучасна експериментальна техніка, така як атомно-силова чи скануюча тунельна мікроскопія, дозволяє отримувати зображення молекул на атомному рівні роздільності.
Оскільки всі живі організми існують на основі тонко збалансованої хімічної і нехімічної взаємодії між молекулами, вивчення будови і властивостей молекул має фундаментальне значення для біології і природознавства в цілому.
Розвиток біології, хімії та молекулярної фізики призвели до виникнення молекулярної біології, яка досліджує основні явища життя, виходячи з будови і властивостей біологічно функціональних молекул.

## Похідні терміни
Молекулярний (рос. молекулярный, англ. molecular, нім. molekular) — той, що стосується молекули;
Приклади:
- молекулярна фізика — розділ фізики, в якому вивчаються структура, сили міжмолекулярної взаємодії, характер теплового руху частинок (атомів, молекул, йонів), механічні і теплові властивості речовин в різних агрегатних станах;
- молекулярні спектри — спектри випромінювання і поглинання, а також комбінаційного розсіяння, що виникають внаслідок переходів між енергетичними станами молекул;
- молекулярні сита — поруваті адсорбенти, у яких розміри пор або вхід у пори близькі до розмірів молекул;
- молекулярні сили — сили взаємодії між молекулами;
- молекулярний генератор — див. лазер, мазер;
- молекулярні кристали — кристали, які складаються з молекул, що зв'язані між собою міжмолекулярними силами (наприклад, нафталін);
- молекулярний двигун — біологічні молекулярні машини, які використовують для руху молекулярних об'єктів в живих організмах. Загалом кажучи, двигун визначається як пристрій, що споживає енергію в будь-якій формі і перетворює її на рух або механічну роботу;
- молекулярна течія — течія газу в трубопроводі за умов, коли середня довжина вільного пробігу молекул значно перевищує внутрішній розмір поперечного перерізу трубопроводу[4];
- молекулярна міра частоти — міра частоти, в якій за опорну беруть резонансну частоту однієї з спектральних ліній молекул вибраної речовини[5].